# Xu Xiaoming
Xu Xiaoming (en chino: 徐晓明; Harbin, 14 de septiembre de 1984) es un deportista chino que compite en curling.
Ganó una medalla de oro en el Campeonato Pan Continental de Curling Masculino de 2024. Participó en dos Juegos Olímpicos de Invierno, ocupando el octavo lugar en Vancouver 2010 y el cuarto en Sochi 2014, en el equipo masculino.

## Palmarés internacional
| Campeonato Pan Continental | Campeonato Pan Continental | Campeonato Pan Continental | Campeonato Pan Continental |
| Año                        | Lugar                      | Medalla                    | Prueba                     |
| -------------------------- | -------------------------- | -------------------------- | -------------------------- |
| 2024                       | Lacombe (Canadá)           | Medalla de oro             | Equipo                     |